# Elena Zuasti
María Elena Zuasti Traibel (Montevideo, 18 de mayo de 1935 - ibídem, 8 de abril de 2011) fue una actriz y profesora uruguaya de teatro.
Fue profesora de la Escuela Multidisciplinaria de Arte Dramático de Montevideo. 

## Versión y/o adaptación de obras[3]
- Cándido (1978, de Bernard Shaw)
- Inocentes (1978, de H. James)
- El juego del amor y del azar (1979, de Marivaux)
- Harold y Maude (1980, de C. Higgins)
- Los dos tímidos (1981, de E. Labiche)
- Víctor o los niños en el poder (1983, de R. Vitrac)
- Sinfonía para dos (1983, de Tennessee Williams), con Luis Cerminara
- Con el corazón en la mano (1984, de L. Bellon)
- Buenas noches, mamá (1986, de M. Norman)
- La amante inglesa (1987, de Marguerite Duras)
- Magnolias de acero (1988)
- La Tempestad (1998, W. Shakespeare)
- Consíganme un cantante (de K. Ludwing)
- Clamor de ángeles (1989, de D. Bill)
- Para acabar con la cultura (1991, de Woody Allen)
- Trevor (1992, de J. Bowen)
- Las alegres crónicas del gigante Gargantúa y su hijo Pantagruel (de Rabelais)
- Las hermanas Rosemweig (1994, de W. Wasserstein)
- Espectros (1994, Henrik Ibsen)

## Filmografía
- 2001: El ojo en la nuca.
- 2002: La espera.
- 2004: Uruguayos campeones.